# Конституция Ливана
Конституция Ливана (араб. دستور لبنان‎) — основной закон Ливанской республики. Была принята во время французского мандата, 23 мая 1926 года. Впоследствии в Конституцию неоднократно вносились поправки — 17 октября 1927 года, 8 мая 1929 года, 9 ноября 1943 года, 7 декабря 1943 года, 21 января 1947 года, 22 мая 1948 года, 24 апреля 1976 года, 21 сентября 1990 года.
Так, 7 декабря 1943 в Конституцию было внесено описание государственного флага Ливана: «Флаг Ливана состоит из трех горизонтальных полос: между двумя красными полосами — одна белая. Ширина белой полосы в два раза больше ширины каждой из красных полос. В центре белой полосы расположено зеленое кедровое дерево, которое занимает одну треть этой полосы и прикасается верхушкой и основанием к соответственным красным полосам».
Ныне действующая версия Конституции одобрена конституционным законом 21 сентября 1990 года.

## Структура и основные положения Конституции
Конституция Ливана состоит из 6 частей и 102 статей.
- Часть 1.Основные положения. Преамбула.
- Часть 2.Власти.
- Часть 3.
  - А.Избрание президента республики.
  - Б.Пересмотр Конституции.
  - В.Работа палаты депутатов.
- Часть 4.Другие постановления.
  - А.Верховный суд.
  - Б.Финансы.
- Часть 5.Постановления, касающиеся державы-мандатария и Лиги Наций.
- Часть 6.Заключительные и переходные положения.

Преамбула Конституции провозглашает, что государственный строй Ливана основан на принципе разделения властей, а основной национальной задачей является отмена конфессиональной системы, провозглашает равенство граждан Ливана, свободу личности и совести.
Часть 2 устанавливает порядок выбора депутатов парламента и президента страны. Президент, в соответствии со статьёй 49, избирается в первом туре парламентом (Палатой депутатов) большинством в две трети голосов путём тайного голосования. Если в первом туре президент не избран, проводится второй тур, для победы в котором достаточно набрать простое большинство голосов. Срок полномочий Президента — шесть лет, он может быть переизбран на этот пост только по прошествии шести лет после окончания срока своих полномочий.
Исполнительную власть, в соответствии со статьёй 65, осуществляет правительство — Совет министров, которому подчинены вооружённые силы страны. Для принятия решения по важнейшим вопросам (пересмотр Конституции, провозглашение чрезвычайного положения в государстве и его отмена, вопросы войны и мира, всеобщая мобилизация, заключение международных договоров, бюджет государства, долгосрочные общенациональные программы развития, назначение служащих первой категории или аналогичного статуса, реорганизация административных округов и т. д.) требуется квалифицированное большинство в две трети состава правительства.